# Ersin Mehmedović
Ersin Mehmedović (serbisch-kyrillisch Ерсин Мехмедовић; * 10. Mai 1981 in Novi Pazar, SR Serbien, SFR Jugoslawien) ist ein ehemaliger serbischer Fußballspieler.

## Karriere
Obwohl aus dem Süden Serbiens stammend begann die Karriere von Mehmedović in Slowenien bei MND Tabor Sežana, wo er in der Saison 2000/01 zu einem Einsatz in der Prva Liga, der höchsten Spielklasse des Landes, kam. Am Saisonende wechselte er zurück in seine serbische Heimat zu FK Remont Čačak.
Im Sommer 2002 bekam Mehmedović die Gelegenheit, ins Ausland zu wechseln, wo er sich dem belgischen Klub KAA Gent anschloss. Dort kam er aber in der ersten Mannschaft, die in der Jupiler League spielte, nur selten zum Einsatz, sodass er in der Saison 2003/04 an den KV Mechelen ausgeliehen wurde, der in der dritthöchsten Spielklasse, der Derde Klasse, vertreten war. Auch nach der Rückkehr besserte sich seine Situation nicht. In der Winterpause 2004/05 verließ er Belgien und wechselte nach Rumänien zu FCU Politehnica Timișoara in die Divizia A (heute Liga 1).
Nachdem er in der Rückrunde der Saison 2004/05 nur auf einen Einsatz gekommen war, ließ er sich in der folgenden Spielzeit an den Ligakonkurrenten Național Bukarest ausleihen. Nach der Rückkehr nach Timișoara kam er dort vermehrt zum Einsatz, konnte sich jedoch nicht als Stammspieler etablieren.
Im Sommer 2007 verließ Mehmedović den Verein und wechselte zu Unirea Urziceni. Mit seinem neuen Verein konnte der am Ende der Saison 2008/09 die rumänische Meisterschaft gewinnen. Im Dezember 2010 löste er seinen Vertrag in Urziceni auf und heuerte im Februar 2011 beim Ligakonkurrenten Dinamo Bukarest an. Dort konnte er sich in der Rückrunde der Saison 2010/11 nicht durchsetzen und kam lediglich auf vier Einsätze, konnte aber am 12. April 2011 gegen seinen ehemaligen Klub aus Urziceni sein erstes Tor für Dinamo erzielen. Im Sommer 2011 wurde sein Vertrag nicht verlängert, nach einer längeren Vereinssuche kam er 2012 beim FK Taras unter. Mit den Kasachen schloss er die Spielzeit 2012 auf dem vierten Platz ab und verpasste die Qualifikation zur Europa League knapp. In der nachfolgenden Saison lief es schlechter und er musste mit seinem Team bis zum Schluss um den Klassenverbleib kämpfen.
Anfang 2014 verließ Mehmedović Kasachstan wieder und wechselte zum FK Novi Pazar nach Serbien. Im Sommer 2014 schloss er sich dem albanischen Verein KS Vllaznia Shkodra an. Anfang 2015 wurde sein Vertrag aufgelöst. Da er in den nachfolgenden Jahren vereinslos war, ist ein Karriereende Mehmedovićs als aktiver Fußballprofi anzunehmen.

## Erfolge
- Rumänischer Meister: 2009